# Christian Watford
Christian Ramon Watford (Birmingham, 28 aprile 1991) è un ex cestista statunitense, professionista nella NBDL ed in Europa.

## Palmarès
- Campione NBA D-League (2017)